# Laetitia Casta
Laetitia Marie Laure Casta (Pont-Audemer, Normandía; 11 de mayo de 1978) es una actriz, modelo, guionista y directora de cine francesa.

## Primeros años
Nació en Pont-Audemer, Normandía, Francia. Su madre, Line Blin, es de Normandía. Su padre, Dominique Casta, proviene de Córcega. Casta tiene un hermano mayor, Jean-Baptiste, y una hermana menor, Marie-Ange. Pasó su infancia entre Normandía y Córcega.

## Carrera
La carrera de Casta se inició cuando la descubrió un fotógrafo durante un día festivo familiar en Córcega, tierra natal de su padre, a la edad de 15 años.

### Como modelo

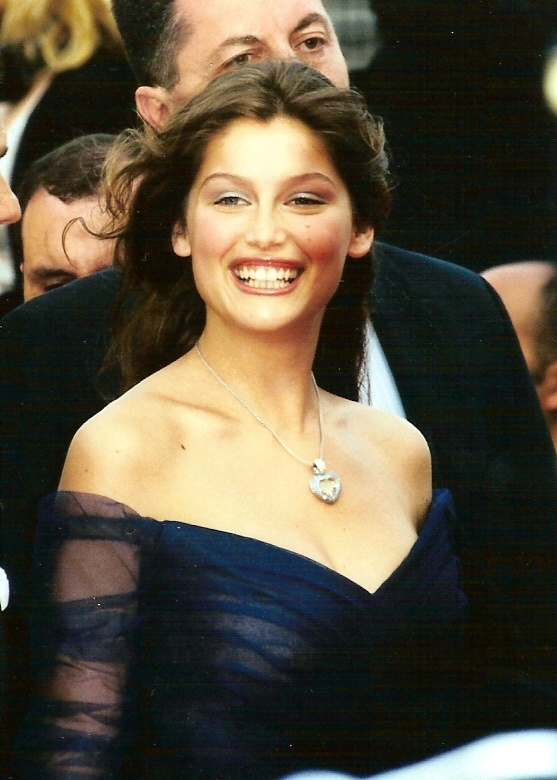
Laetitia Casta en 1999.

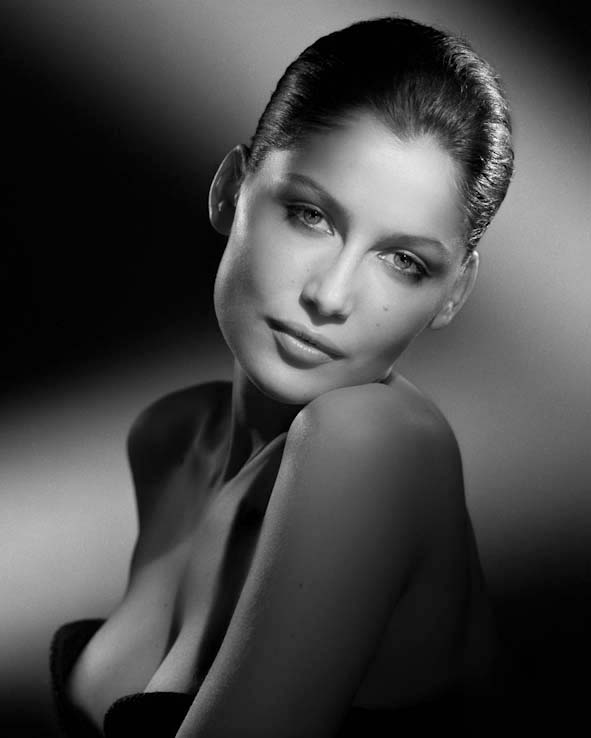
Laetitia Casta por Studio Harcourt

Casta es el rostro oficial de L'Oréal. Posó para anuncios de las mezclillas de Guess?, que fue la primera gran campaña publicitaria donde participó. Apareció en tres ediciones consecutivas de Sports Illustrated swimsuit, también en la revista Rolling Stone, el calendario Pirelli, en anuncios promocionales de L'Oreal y Victoria's Secret, y en cientos de portadas de revistas. La revista Time la nombró una vez "una de las personas más influyentes del año".
Tenía una estrecha relación con el diseñador Yves Saint Laurent, quien le diseñaba la ropa que vestía en público.
Su origen es objeto de discusión en el mundo de la moda, pues aunque vivió su niñez en Normandía, también se la considera nativa de Córcega. En una entrevista publicada en la revista Elle Top Model ella aseguró que es normanda.

### Como Marianne
En 1999, Casta resultó ganadora de una encuesta nacional realizada por la Association des Maires de France para decidir quién debía de ser la nueva modelo para el busto de Marianne, un símbolo alegórico de la República Francesa, que se encuentra en el interior de todos los ayuntamientos franceses. Casta sucedió en el puesto a la modelo Inés de la Fressange que lo ocupaba desde el año 1989 siendo, a su vez, sustituida en el mismo, en 2003, por Évelyne Thomas. Los bustos de la Marianne son cambiados con frecuencia, pero cada alcalde elige el que prefiere para su ciudad, con lo que se pueden utilizar a las Marianne pasadas. Las encuestas dicen que Laetitia, Brigitte Bardot y Catherine Deneuve son las más populares entre la mayoría de alcaldes franceses.
Laetitia se convirtió en el centro de la polémica cuando, al poco de haber sido seleccionada para convertirse en la nueva Marianne, mudó su residencia a Londres. No obstante, ella aseguró que su traslado se había debido a causas profesionales, a pesar de todo, algunos insinuaron que el verdadero motivo fue para escapar de la presión fiscal, algo por lo que las celebridades francesas son a menudo criticados por la prensa y por políticos próximos a la izquierda.

### Como actriz

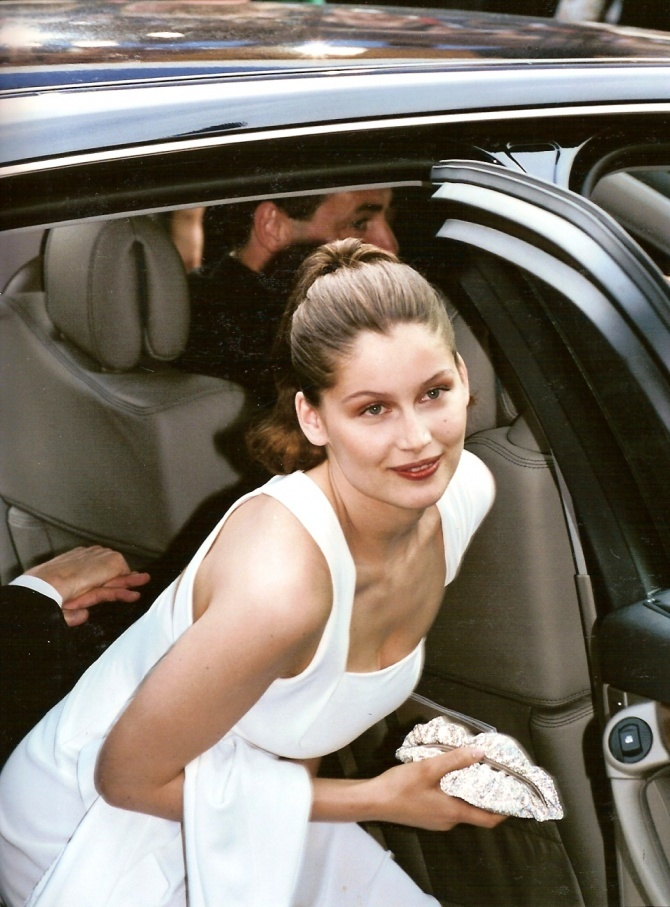
Laetitia Casta, Cannes 2005

En 1999, antes de su actuación en la película Astérix y Obélix contra el César de Claude Zidi, Casta participa en el vídeo musical Baby Did a Bad, Bad Thing del cantante Chris Isaak, en el que hace el papel de una chica que se exhibe delante de una cámara en una habitación de hotel mientras el propio Chris Isaak la ve en la televisión de su habitación. A consecuencia del alto contenido erótico del vídeo, la cadena VH1 emitió dos versiones del mismo, una para todos los públicos emitida hasta las 9 de la noche, y otra sin censura, emitida de 9 en adelante. El vídeo ocupó el puesto 28 de la lista de los 50 vídeos más sexis de la cadena VH1.
En 2010 aparece nuevamente en un vídeo musical en actitud claramente erótica, se trata del vídeo Te amo de la cantante Rihanna, donde hace el papel de la amante de la protagonista.

### Como directora de cine
En 2015, Laetitia Casta dirigió su primer cortometraje En moi (En mí), que fue protagonizado por Yvan Attal y Lara Stone en la Ópera de París. La película fue especialmente seleccionada por el cortometraje de clausura en la 55.ª Semana de la Crítica de Cannes 2016.

## Vida personal
Laetitia es madre de cuatro hijos. Tuvo a su hija mayor, Sahteene, el 19 de octubre de 2001 fruto de su noviazgo con el actor, director y fotógrafo de moda Stephane Sednaoui. Sus otros dos hijos, Orlando y Athenea, nacieron el 21 de septiembre de 2006 y el 29 de agosto de 2009 respectivamente, producto de su relación con el actor italiano Stefano Accorsi, con el que estuvo comprometida.
En junio de 2017, Casta se casó con el actor francés Louis Garrel. En febrero de 2021 se hizo público su cuarto embarazo. El nacimiento de su hijo Azel fue anunciado a través de una entrevista con la revista Público en mayo de 2021.

## Filmografía

### Directora
| Año  | Título                     | Reparto                                                                   | Fotografía           | Notas                                                                             |
| ---- | -------------------------- | ------------------------------------------------------------------------- | -------------------- | --------------------------------------------------------------------------------- |
| 2016 | En moi (en español: En mí) | Yvan Attal (en francés) Lara Stone Arthur Igual (fr) Mathilde Bisson (fr) | Benoît Delhomme (fr) | Cannes 2016, La Semana de la Crítica: selección oficial, cortometraje de clausura |

### Actriz
| Año  | Título                                 | Personaje                    | Director                           | Notas |
| ---- | -------------------------------------- | ---------------------------- | ---------------------------------- | --- |
| 1999 | Astérix y Obélix contra César          | Falbala                      | Claude Zidi                        | |
| 1999 | Baby Did a Bad, Bad Thing              | Chica en habitación de hotel | Herb Ritts                         | Vídeo del cantante Chris Isaak                                                                                             |
| 2000 | Gitano                                 | Lucia Junco                  | Manuel Palacios                    | |
| 2000 | La Bicicleta Azul                      | Léa Delmas                   | Thierry Binisti                    | Telefilm para France2 |
| 2001 | Les âmes fortes                        | Thérèse                      | Raoul Ruiz                         | Festival de cine de Cannes 2001: selección oficial fuera de competición                                                    |
| 2002 | Rue des plaisirs                       | Marion                       | Patrice Leconte                    | Participa en la banda sonora                                                                                               |
| 2003 | Errance                                | Lou                          | Damien Odoul                       | |
| 2004 | Luisa Sanfelice                        | Luisa Sanfelice              | Paolo y Vittorio Taviani           | Telefilm para France2, RAI Uno                                                                                             |
| 2006 | Le Grand appartement                   | Francesca Cigalone           | Pascal Thomas                      | |
| 2006 | La Déraison du Louvre                  | La mujer joven               | Ange Leccia                        | Cortometraje |
| 2006 | Nymphea                                | La náyade                    | Ange Leccia                        | Cortometraje |
| 2007 | Le Petit Monde De Charlotte            | Charlotte A. Cavatica        | Gary Winick                        | Voz de la araña (versión francesa)                                                                                         |
| 2008 | Nés en 68                              | Catherine                    | Olivier Ducastel Jacques Martineau | Cabourg: Swann de Oro a la mejor actriz                                                                                    |
| 2008 | La jeune fille et les loups            | Angèle Amblard               | Gilles Legrand                     | |
| 2009 | Visage                                 | Salomé                       | Tsai Ming-liang                    | Festival de cine de Cannes: selección oficial en competición. Participa en la banda sonora: en español Historia de un amor |
| 2009 | Fleurs dans le miroir, lune dans l'eau | Ella misma, Salomé           | François Lunel                     | Making of de Visage |
| 2010 | Serge Gainsbourg, vie héroïque         | Brigitte Bardot              | Joann Sfar                         | Nominación: César a la mejor actriz secundaria. Participa en la banda sonora.                                              |
| 2010 | Te Amo                                 | Amante de Rihanna            | Anthony Mandler                    | Vídeo musical |
| 2011 | Derrière les murs                      | Nicole                       | Julien Lacombe, Pascal Sid         | thriller fantástico 3D |
| 2011 | La guerra de los botones               | Simone                       | Christophe Barratier               | |
| 2011 | The Island                             | Sophie                       | Kamen Kalev                        | film en inglés. Cannes 2011: la Quinzaine des réalisateurs.                                                                |
| 2012 | El fraude (Arbitrage)                  | Julie Côte                   | Nicholas Jarecki                   | |
| 2013 | Une histoire d'amour                   | La mujer joven               | Hélène Fillières                   | |
| 2014 | Una donna per amica                    | Claudia                      | Giovanni Veronesi                  | |
| 2014 | French Women                           | Agathe                       | Audrey Dana                        | |
| 2014 | Des lendemains qui chantent            | Noémie Archambault           | Nicolás Castro                     | |
| 2015 | Des Apaches                            | Jeanne                       | Nassim Amaouche                    | |
| 2018 | L’Homme Fidèle                         | Marianne                     | Louis Garrel                       | Cine dramático/romántico                                                                                                   |
| 2018 | El palacio ideal                       | Philomène                    | Nils Tavernier                     | |
| 2022 | Coma                                   | Sharon                       | Bertrand Bonello                   | Voz |

2024 Una historia negra  Carla Leonardo D'Agostini 

## Teatro
- 2004: Ondina de Jean Giraudoux, escenografía de Jacques Weber, personaje: Ondina, Teatro Antoine.[10]
- 2008: Elle t'attend de Florian Zeller, escenografía de Florian Zeller, personaje: Anna, Teatro de la Madeleine.[11]

## Libros
- Laetitia Casta. Laetitia Casta. ISBN 0-670-88819-2